# Kopfhörer (Album)
Kopfhörer ist das zweite Album des Hip-Hop-Duos Fiva & Radrum. Es war gleichzeitig das erste, das sie durch ihre eigene Plattenfirma Kopfhörer Recordings veröffentlichten. Zurück (in die Zukunft) war bereits ein Jahr zuvor als Vorab-Single veröffentlicht worden. Für das Artwork war der Grafik-Künstler Matthias Friedrich alias resma zuständig. Das Cover sowie das gesamte Artwork sind im psychedelischen Stil gehalten; so sieht man auf dem Cover eine Zeichnung von Fiva und Radrum, bei der sie in die jeweils entgegengesetzte Richtung blicken. Über ihnen schwebt ein leicht verfremdeter Kopfhörer, während im Hintergrund ein großer, gelber Klecks sowie schwarze Pflanzen erscheinen. Die Lieder enthalten überwiegend sozialkritische und melancholische Texte. Die Beats sind meistens sehr düster.

## Rezeption
Fiva äußerte 2006 in einem Interview, dass sie das Album als Leistungssteigerung gegenüber dem Vorgänger Spiegelschrift betrachte. Es wurde, was für das Genre Hip-Hop eher untypisch ist, im Buchhandel besprochen, da Fiva neben ihrer Tätigkeit als Rapperin regelmäßig an Poetry Slams teilnimmt. Darüber hinaus hatte das Duo die Erfahrung gemacht, dass sich der Vertrieb in Musikläden sehr schwierig gestaltet.

## Titelliste
1. Kopfhörer
2. Zurück (in die Zukunft)
3. Schalldicht
4. Klarsicht
5. Hallo!?!
6. Rauschgift
7. Unüberhörbar
8. Verlorene Zeit
9. Vier Wände
10. Geisterfahrer
11. Ich glaub an Dich
12. Papa & Mama
13. Zeit die mir bleibt
14. Frühling
15. Tief unten
16. Für einen Moment